# Western Ballads
Western Ballads è il primo album del gruppo rock statunitense Jackson United, pubblicato nel 2005 dalla Reincarnate Music.

## Tracce
1. Lion's Roar – 3:21
2. All the Way – 2:09
3. A Better Life – 3:54
4. Down to You – 3:35
5. She's Giving In – 4:48
6. Unchanged – 4:57
7. Fell Into – 3:10
8. Loose Ends – 3:34
9. OK Alright – 3:57
10. Here Comes Hollow – 3:54
11. Pure – 3:23
12. Long Shadow – 3:19
13. Sharp Edges – 4:21
14. That Curse – 5:36

## Formazione
- Chris Shiflett - chitarra e voce
- Schott Shiflett - basso
- Pete Parada - batteria